# Eighth Avenue Line

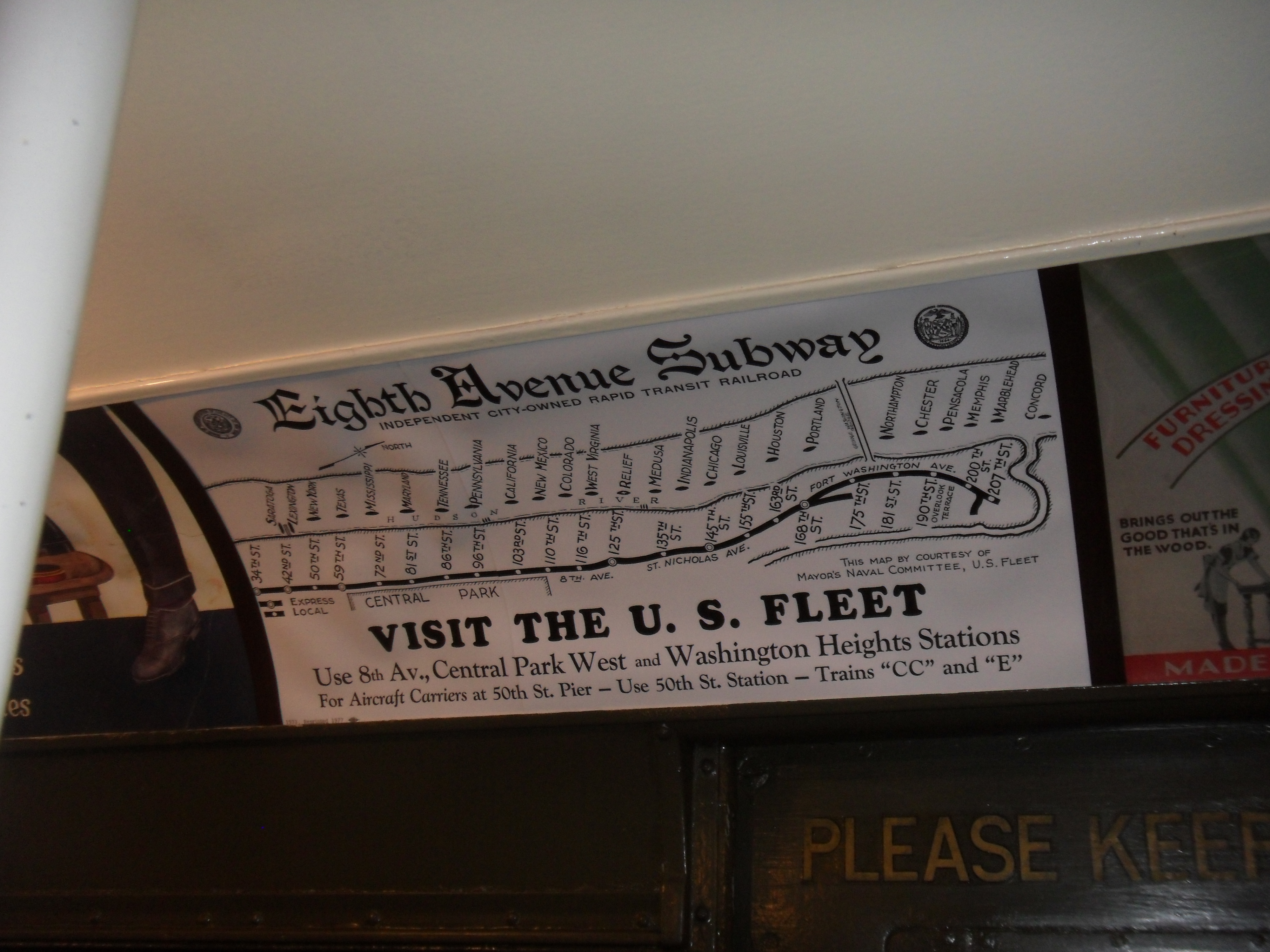
Oude map van de Eighth Avenue Subway zoals te zien in een oud treinstel in het New York Transit Museum

De Eighth Avenue Line is een metrolijntraject van de New York City Subway grotendeels gelegen in de borough Manhattan van New York. Het traject volgt de wegbedding van Eighth Avenue over vrijwel de volledige lengte van deze laan, maar loopt zowel noord- als zuidwaarts verder door dan Eighth Avenue zelf.
In het noorden verandert de naam van Eighth Avenue ten noorden van Columbus Circle en langs de westzijde van Central Park in Central Park West, en ten noorden van Central Park in de Frederick Douglas Boulevard. Daarna verspringt het traject naar de Sint Nicholas Avenue en na de kruising met Broadway naar de Fort Washington Avenue. Doorheen het Fort Tryon Park zakt het traject terug iets oostelijker en liggen de twee meest noordelijke haltes aan Broadway. 
In het zuiden volgt het metrolijntraject de wegbedding van Eighth Avenue tot Jackson Square waar via Greenwich Avenue afgezakt wordt tot Sixth Avenue en bij de kruising met West Broadway aan het Tribeca Park de lijn verder loopt langs West Broadway om vervolgens na de passage langs het World Trade Center zuidoostwaarts richting Fulton Street af te zakken en door de Cranberry Street Tunnel de East River te dwarsen en te eindigen in Cranberry Street in Brooklyn.
De buurten Inwood, Washington Heights, Harlem, de Upper West Side, Midtown Manhattan, Chelsea, Greenwich Village, SoHo, TriBeCa en het Financial District in Manhattan en in Brooklyn de Brooklyn Heights worden met het metrolijntraject van de Eighth Avenue Line bediend. 
Het hele traject wordt met een sneldienst verzorgd door metrolijn A, waarbij de lijn in de late avond wordt aangepast tot een lokale treindienst, stoppend aan alle stations. Aanvullend is er overdag op weekdagen met uitzondering van de late avond en gedurende het weekend metrolijn C die een lokale dienst levert op het hele traject, beperkt in het noorden tot het station 168th Street. Verder zijn er ook drie metrolijnen die een deel van het metrolijntraject van Eighth Avenue Line bedienen: metrolijn E stopt aan alle stations tussen 50th Street in Midtown Manhattan en de zuidelijke terminus in Chambers Street-World Trade Center / Park Place in Lower Manhattan, en de lijnen B en D op hun beurt bedienen de stations meer uptown tussen 145th Street en 59th Street-Columbus Circle, in Morningside Heights en de Upper West Side. De B-trein in lokale dienst, maar deze rijdt enkel op weekdagen en ook niet 's avonds laat, de D-trein permanent maar enkel in een sneldienst langs twee stations op het traject. 
De lijn biedt in het noorden de koppeling met de Concourse Line richting The Bronx en heeft een koppeling voor zuidwaarts verkeer met de Sixth Avenue Line die afsplitst, heeft meer zuidelijk een aansluiting op de Queens Boulevard Line en is via een aftakking en de Cranberry Street Tunnel helemaal in het zuiden van het eiland verbonden met de Fulton Street Line.

## Geschiedenis
Het was begin jaren dertig van de 20e eeuw de uitdrukkelijke wens van het stadsbestuur van New York van in de verdere uitbouw van het metronetwerk een eigen rol te kunnen spelen met een stadsbedrijf, het voor dit doel opgerichte Independent Subway System en niet het volledige netwerk in handen te laten van de (via Dual Contracts wel deels gecontroleerde) particulier uitgebate Interborough Rapid Transit Company (IRT) en Brooklyn-Manhattan Transit Corporation (BMT) vervoersbedrijven.  De eerste opportuniteit werd gezien in de ontsluiting van Eighth Avenue middels metroverkeer. Het grootste deel van de lijn werd in gebruik genomen op 10 september 1932, met de laatste trajecten op 1 februari 1933. De Eighth Avenue Line was de allereerste lijn van het Independent Subway System, wordt ook soms aangeduid als de IND Eighth Avenue Line.

## Stations
Met het pictogram van een rolstoel zijn de stations aangeduid die ingericht zijn in overeenstemming met de Americans with Disabilities Act van 1990.
| Station                                 |  | Dienst | Opmerkingen                          |
| --------------------------------------- |  | ------ | ------------------------------------ |
| Inwood-207th Street                     |  |        |                                      |
| Dyckman Street                          |  |        |                                      |
| 190th Street                            |  |        |                                      |
| 181st Street                            |  |        |                                      |
| 175th Street-GW Bridge Bus Terminal     |  |        |                                      |
| 168th Street                            |  |        | Overstap                             |
| 163rd Street-Amsterdam Avenue           |  |        |                                      |
| 155th Street                            |  |        |                                      |
| 145th Street                            |  |        | Overstap                             |
| 135th Street                            |  |        |                                      |
| 125th Street                            |  |        |                                      |
| 116th Street                            |  |        |                                      |
| Cathedral Parkway-110th Street          |  |        |                                      |
| 103rd Street                            |  |        |                                      |
| 96th Street                             |  |        |                                      |
| 86th Street                             |  |        |                                      |
| 81st Street-Museum of Natural History   |  |        |                                      |
| 72nd Street                             |  |        |                                      |
| 59th Street-Columbus Circle             |  |        | Overstap                             |
| 50th Street                             |  |        |                                      |
| 42nd Street-Port Authority Bus Terminal |  |        | Overstap                             |
| 34th Street-Penn Station                |  |        |                                      |
| 23rd Street                             |  |        |                                      |
| 14th Street-Eighth Avenue               |  |        | Overstap                             |
| West Fourth Street-Washington Square    |  |        | Overstap                             |
| Spring Street                           |  |        |                                      |
| Canal Street                            |  |        |                                      |
| Chambers Street                         |  |        | Overstap via metrostationcomplex WTC |
| World Trade Center                      |  |        | Overstap via metrostationcomplex WTC |
| Fulton Street/Broadway-Nassau Street    |  |        | Overstap                             |
| High Street-Brooklyn Bridge             |  |        |                                      |

 ·  ·  ·  ·  ·  ·  ·  ·  · 